# Diex
Diex (slovinsky  Djekše) je obec v rakouské spolkové zemi Korutany, severovýchodně od Klagenfurtu, v okresu Völkermarkt. V obci bydlí asi 800 obyvatel (rok 2016).

## Geografie

### Poloha obce
Obec Diex leží v jihovýchodních Korutanech na jižním svahu pohoří Saualpe (část Lavanttalských Alp) vysoko nad údolími Jauntal (Dráva) a Lavanttal.

### Části obce
Diex je tvořen čtyřmi katastrálními územími Diexerberg, Grafenbach, Haimburgerberg a Obergreutschach.
Obec se skládá z následujících 7 částí (v závorce používané slovinské varianty) (počet obyvatel k lednu 2015):
- Bösenort (Hudi kraj), 57
- Diex (Djekše), 382
- Grafenbach (Kneža), 120
- Großenegg (Tolsti Vrh), 41
- Haimburgerberg (Vovbrske Gore), 121
- Michaelerberg (Šmihelska Gora), 3
- Obergreutschach (Zgornje Krčanje), 66

## Historie
Diex byl poprvé zmíněn v listině krále Arnulfa Korutanského z roku 895 jako "mons Diehse".
Vzhledem ke svým příznivým klimatickým podmínkám bylo území dnešní obce osídleno velmi brzy a později rozděleno na několik panství.
V 15. století byly, z důvodu tureckého ohrožení, rozšířeny kostely v Diexu a Grafenbachu na opevněné kostely.
Politická obec byla založena v roce 1865 z existujících částí Diexerberg a Haimburgerberg, které existovaly od roku 1850. Obec se zmenšila v roce 1973, ve prospěch (zrušené) obce Haimburg a také ve prospěch obce Griffen.

## Obyvatelstvo
Podle statistiky z roku 2001 měl Diex celkem 863 obyvatel, z nichž 99,2 % byli občané Rakouska. Celkem 6,8 % obyvatel jsou korutanští Slovinci.
Celkem 97 % populace se hlásí k římským katolíkům. Bez vyznání je 2 % lidí.

## Kultura a pamětihodnosti
- Opevnění Diexerského hřbitova a farního kostela
- farní kostel sv. Martina, opevněný kostel
- farní kostel

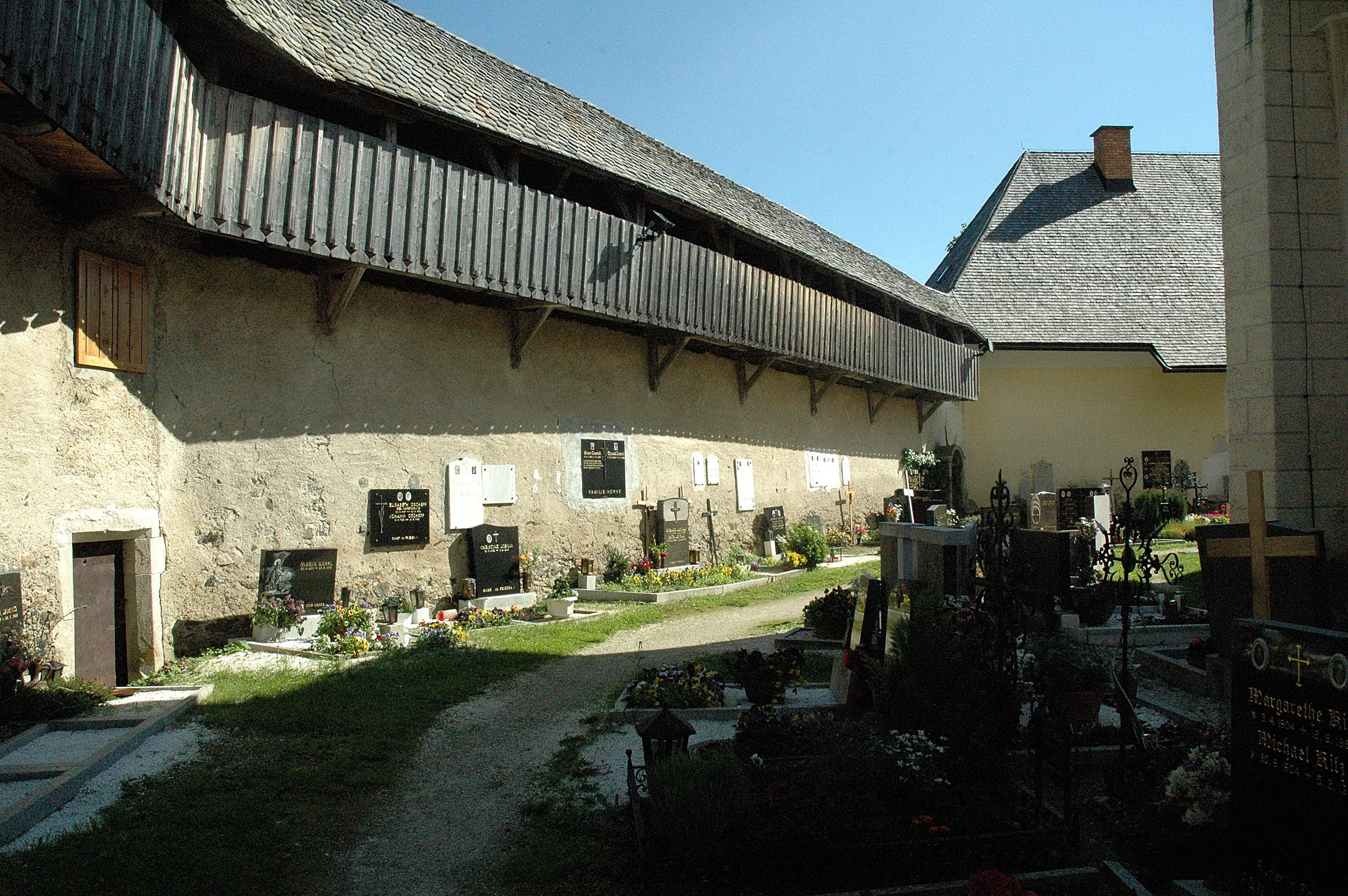
Diexerský hřbitov a okružní zeď s cimbuřím
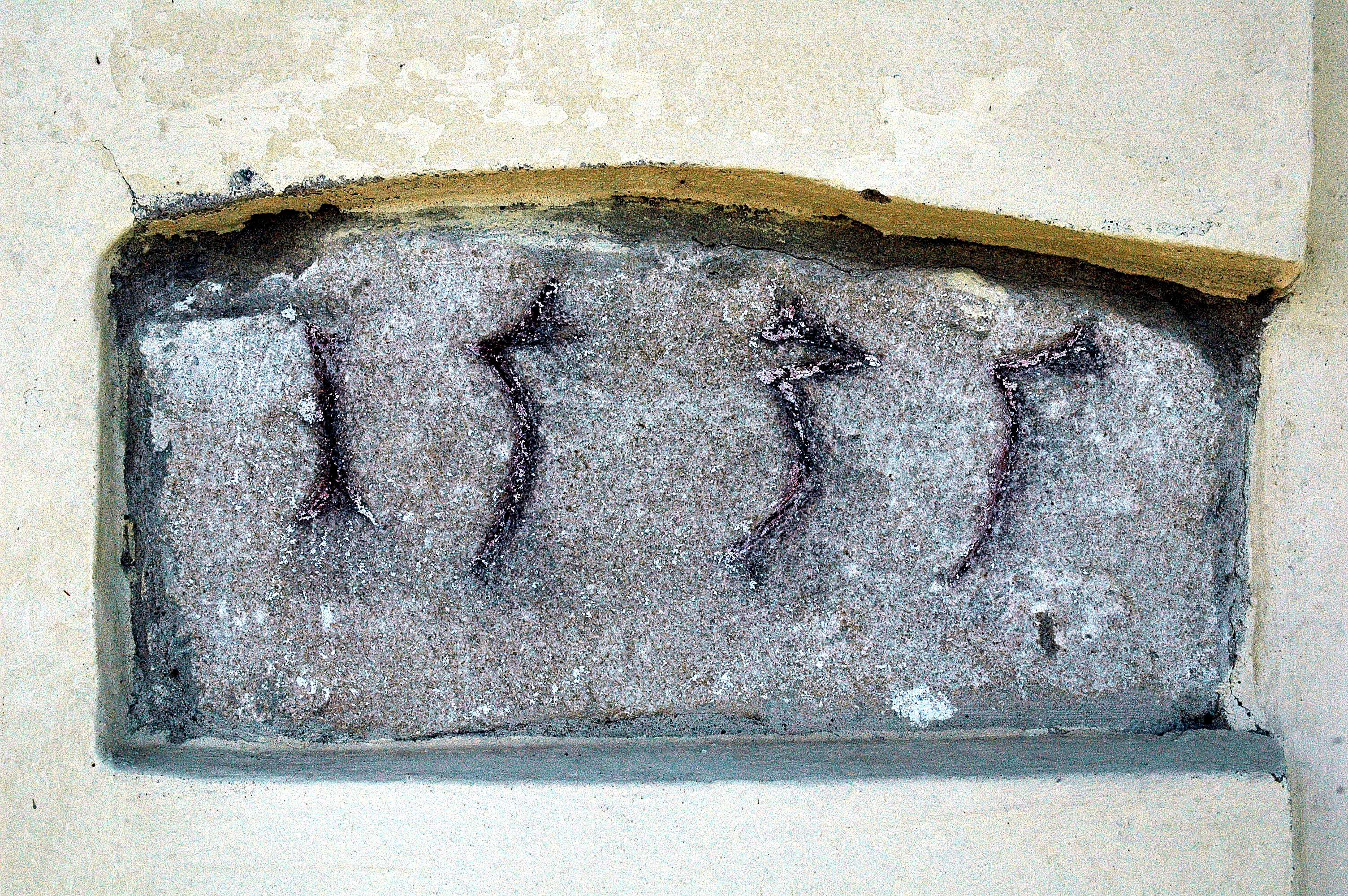
Závěr kamene nad vchodem hráze
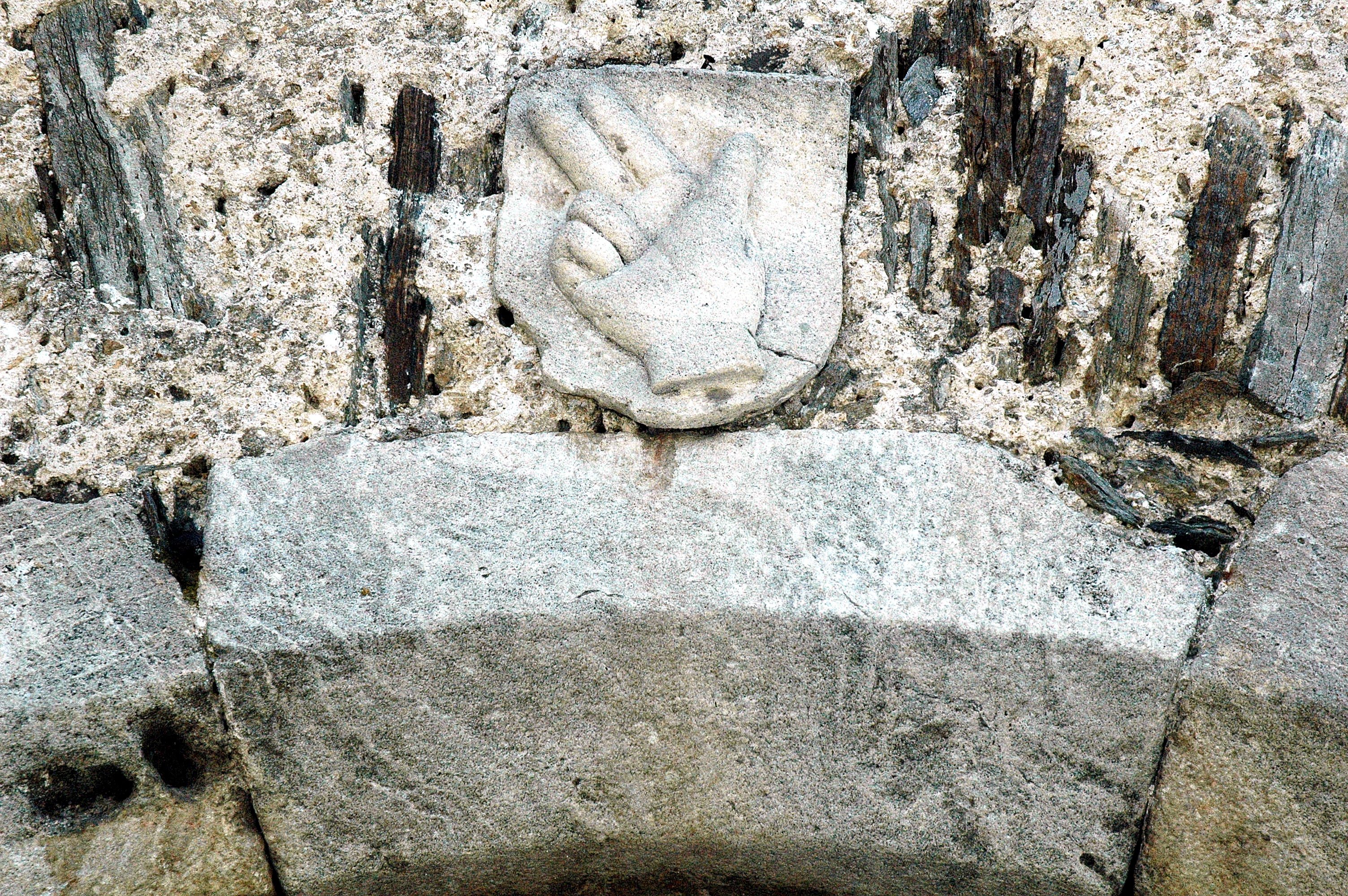
překladový kámen nad vchodem

## Politika

### Obecní rada
Obecní rada má 11 členů a je strukturována po komunálních volbách v roce 2015 takto:
- Rakouská lidová strana - 4
- Svobodná strana Rakouska - 4
- Sociálnědemokratická strana Rakouska - 3

Starostou je Anton Napetschnig (Svobodná strana Rakouska).